# اوسن
اوسن (به فرانسوی: Ausson) یک کمون در فرانسه است که در canton of Montréjeau واقع شده‌است. اوسن ۴٫۳۹ کیلومتر مربع مساحت دارد ۴۰۰ متر بالاتر از سطح دریا واقع شده‌است.